# Chagar Baçar

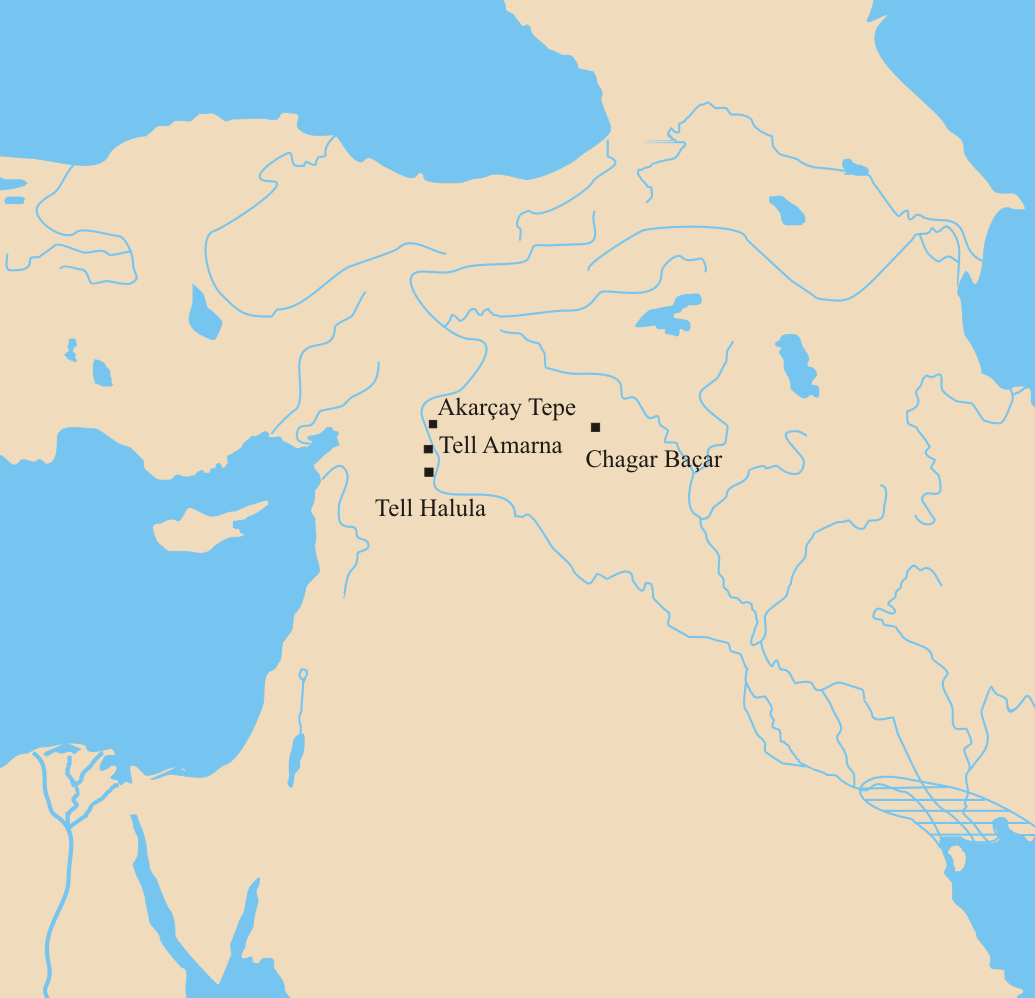
Excavacions catalanes a Síria i Turquia

Chagar Baçar (Chagar Bazar) és un jaciment del nord-est de Síria, proper al riu Khabur i a la ciutat d'Amuda. Fou descobert per l'arqueòleg Max Mallowan (1934), marit de la famosa escriptora Agatha Christie, que el va considerar com a centre d'altres petits tells de la regió cosa confirmada per Davidson y Mckerrel el 1980. Mallowan el va excavar el 1936 i 1937 i des de 1999 el treballa un equip català en cooperació amb la Direcció General d'Antiguitats i Museus de Síria i la Universitat de Lieja sota la direcció del Dr. Walter Cruells (Universitat Autònoma de Barcelona). Els treballs preliminars d'anàlisis interdisciplinaris compten amb la participació d'Arnau Ferrer (Universitat Autònoma de Barcelona) amb relació a la indústria microlítica, de Ramon Buxó (Laboratori de Paleobotànica del Museu d'Arqueologia de Catalunya) en relació amb l'estudi de les restes vegetals, de Josep Anfruns (Departament de biologia de la Universitat de Barcelona) per les anàlisis antropològiques, de Maria Saña (Professora de la Universitat Autònoma de Barcelona) i de Carles Tornero, pels estudis de fauna, i d'Anna Gómez (Universitat Autònoma de Barcelona), qui realitza l'estudi de les ceràmiques més recents. Participa també d'una manera activa en els treballs de camp Mònica Bousso (Universitat de Barcelona).
El jaciment de Chagar Baçar ha estat, juntament amb el d'Arpachiyah a l'Iraq, la base del coneixement de la cultura Halaf, que va permetre a Mallowan establir les fases antic, mitjà i final el 1936. Com que cap altre jaciment (a part el de Arpachiyah) ofereix les mateixes capes estratigràfiques d'evolució, la qualificació de Mallowan sembla destinada a ser permanent. Modernament Umm Qseir complementa aquest jaciment per la fase d'Halaf mig, que és la fase més ben coneguda mercès a tots aquestos jaciments i a altres a Turquia.
Els darrers descobriments a Chagar Bazar evidencien que en un futur immediat es trobaran les claus per la comprensió de l'aparició de la cultura de Halaf i la seva expansió posterior. A les fases finals es presenten diferències regionals entre la vall de l'Eufrates, la vall del Balikh, la vall del Khabur i la zona del Sindjar a Iraq. Es creu que les primeres influències de la cultura del Obeid, originària de la zona del sud d'Iraq, es manifesta en primer lloc a la zona del nord d'Iraq, a Mossul i a les muntanyes del Sindjar, per a després, a partir d'aquí, expansionar-se cap a la zona del Khabur i, posteriorment, a les diverses zones de l'Eufrates.
Chagar Baçar correspon a la ciutat d'Ashnakkum, que existia i tenia importància vers el 1775 aC.